# Nidhhi Agerwal
Nidhhi Agerwal (Hyderabad, 17 agosto 1993) è un'attrice indiana.

## Filmografia parziale
- Munna Michael, regia di Sabbir Khan (2017)
- Chef, regia di Raja Menon (2017)
- Savyasachi, regia di Chandoo Mondeti (2018)
- Mr. Majnu, regia di Venky Atluri (2019)
- iSmart Shankar, regia di Puri Jagannadh e A.R. Sreedhar (2019)
- Bhoomi, regia di Lakshman (2021)
- Eeswaran, regia di Suseenthiran (2021)
- Hero, regia di Sriram Adittya (2022)
- Kalagathalaivan, regia di Magizh Thirumeni (2022)